# Celownik strzelecki
Celownik strzelecki – rodzaj przyrządów celowniczych stosowanych w broni strzeleckiej.

## Rodzaje
- mechaniczne
  - dioptryjne
  - krzywkowe
  - pierścieniowe
  - przerzutowe
  - przeziernikowe
  - ramieniowe
  - ramkowe
  - ramkowo-schodkowe
  - schodkowe
  - szczerbinkowe
- optyczne
- noktowizyjne
- termowizyjne
- kolimatorowe

Spotyka się również celowniki bębnowe, wspornikowe i inne. W zależności od wyposażenia w szczerbinkę lub przeziernik dzielimy je na szczerbinkowe i przeziernikowe. Wysokość szczerbinki lub przeziernika może być stała (celowniki stałe) lub zmienna (celowniki nastawne). Oprócz nastawy celownika w płaszczyźnie pionowej przeznaczonej do strzelań na duże odległości, umożliwiają również zmianę położenia elementu tworzącego linię celowniczą w płaszczyźnie poziomej.